# درگیری مرزی سامیتا ۱۹۷۳
به دنبال اثر بازدارنده عملیات برتری(۱۹۶۱)،کویت در سال۱۹۶۳ توسط عراق به رسمیت شناخته شد.هر دو کشور در بیشتر دهه۱۹۶۰ اختلافات مرزی مداومی داشتند، اگرچه اغلب در تاریخ همبستگی اعراب حل و فصل شده و محدود شده بودند.
از سال۱۹۶۷ و در طول سال۱۹۷۳، علیرغم سابقه بی‌ثبات بین کویت و رهبری عراق در آن زمان، ارتش کویت در ائتلاف با ارتش عراق در طول جنگ شش روزه عمل کرد و در همان سال با نیرویی مشخص در جنگ اکتبر۱۹۷۳ شرکت کرد.

## درگیری مرزی ۱۹۷۳
معروف و نامیده شده به عنوان "سمیتا"(به معنای عربی: "آرام") درگیری؛ با این حال، پست مرزی مناسب مورد اشاره "سانیتاً بود، زیرا به یک پاسگاه مرزی شمالی در مرز کویت باعراق اشاره داشت و براین اساس درگیری به عنوان چنین تعیین شد.
در ۲۶ دسامبر۱۹۷۲، کویت هیئتی از نمایندگان مجلس ملی کویت را به عراق فرستاد. هیئت کویتی با صدام حسین، معاون وقت رئیس‌جمهور عراق دیدار و در مورد تعیین مرز بین کویت و عراق و لزوم حل این مناقشه گفتگو کردند. هیئت کویتی همچنین با احمد حسن البکر رئیس‌جمهور عراق دیدار کرد و وی به اعضای هیئت اطمینان داد که وضعیت مرزی حل خواهد شد. بر این اساس، در ۲۶ فوریه۱۹۷۳، هیئت دیگری از کویت به ریاست شیخ صباح الاحمد الجابر الصباح، وزیر امور خارجه وقت کویت، از عراق دیدن کرد و تا ۲ مارس۱۹۷۳ در این کشور باقی ماند.
مقامات کویت و عراق جلسات متعددی را برگزار کردند که در آن مقامات عراقی ادعا کردند که جزیره وربه و جزیره بوبیان به دلیل اهمیت آنها به‌عنوان کانال‌های آبی برای تجارت عراق و نقاط استراتژیک ژئوپلیتیکی قابل توجه بخشی از عراق است. در پاسخ، هیئت بازدیدکننده اظهار داشت که کویت هیچ‌یک از سرزمین‌های خود را واگذار نخواهد کرد و اگر این سرزمین‌ها برای اهداف توسعه اقتصادی مشترک مورد نیاز باشد، کویت از هیچ تلاشی برای تحقق چنین تلاشی برای پیشبرد صرفاً بشردوستانه از طریق دادن امتیاز دریغ نخواهد کرد. در چارچوب رسمی کردن یک رویکرد مأموریت عادلانه و پس از نهایی شدن تعیین مرزها. از آنجایی که هیئت کویتی قرار بود عراق را در ۳ مارس۱۹۷۳ ترک کند، دولت عراق توافقنامه ای را بین کویت و عراق پیشنهاد کرد که توانایی عراق را در گسترش تجارت از طریق کویت افزایش می‌داد. هیئت کویتی مایل به همکاری بود تا زمانی که سرزمین‌هایش به‌طور غیرقانونی به خطر نیفتد. در پاسخ، دولت عراق پیشنهاد خود پس گرفتند و شروع باعمال فشار کردند.
در این بین و با توجه به سابقه اختلافات مهارشده و آرام، پاسگاه‌های مرزی کویت بین سربازان نیروهای مسلح کویت و پلیس کویت تغییر یافت. در ۲۰ مارس۱۹۷۳، در ساعت۰۳۰۰، بین کویت و عراق براساس مرزبندی‌های زمینی که عراق مدعی آن بود، بحرانی رخ داد. واحدهای ارتش عراق به سمت ایستگاه پلیس مرزی کویت پیشروی کردند که توسط اعضای گارد مرزی کویت محافظت شد و از مرزبانان خواستند که محل را تخلیه کنند. هنگامی که امتناع کرد، نیروهای عراقی به پاسگاه مرزی که کمتر محافظت می‌شد حمله کردند. نیروهای گارد مرزی مواضع خود را حفظ کردند و در طول شب تا صبح با نیروهای به شدت مسلح عراق نبرد کردند. در این زد و خورد چند نفر مجروح شدند و ستوان یکم مسئول و سرجوخه اش جان باختند. در نتیجه کویت وضعیت فوق‌العاده اعلام کرد و مرزها بسته شد.
بلافاصله پس از آن، مبارک عبدالله الجابر الصباح و معاون وی ، سرتیپ شیخ صالح محمد الصباح، نیروهای مسلح کویت را بسیج کردند و برای آماده شدن برای بدترین شرایط، استقرار را به سمت مرز با عراق هدایت کردند. گروه نیروی واکنش سریع رزمی کویت توسط یک سرهنگ کویتی با کمک یک سرهنگ دوم متشکل از عناصر ارتش کویت و نیروی هوایی کویت رهبری می‌شد. نیروی واکنش رزمی شامل یک نیروی کماندویی به رهبری یک سرهنگ دوم کویتی بودکه توسط یک تیپ تانک زرهی و دو هواپیمای جنگنده مافوق صوت انگلیسی الکتریک لایتنینگ پشتیبانی می‌شد که وظیفه داشتند درصورت لزوم منطقه را درگیر کنند و همچنان به عنوان گشت‌زنی پیشتازان هوایی مسلح عمل می‌کردند. نظارت بر منطقه از ام قصر در شرق تا صفوان درغرب.
در پاسخ به تجمع نیروهای مسلح کویت توسط مبارک و صالح، مقامات عراقی در تاریخ ۲۹ مارس۱۹۷۳ در ساعت۱۳ بیانیه ای صادر کردند و مدعی شدند که نیروهای کویتی متجاوزان هستند که در حالی که یگان‌های نظامی عراق در حال انجام عملیات بودند در خاک عراق نفوذ می‌کنند. تمرینات نظامی و در نتیجه ارتش عراق با قدرت پاسخ داد. در پاسخ، مقامات کویت بیانیه مشابهی صادر کردند و مدعی شدند که حمله به پست «سانیتا» حمله به خاک کویت و متعاقباً حمله به کویت بوده‌است. علاوه بر این، بیانیه کویت می‌افزاید: این حمله در زمانی رخ داد که کویت انتظار داشت یک هیئت عراقی از عراق به کویت بیاید و بر اساس قراردادی که بغداد در ۴ اکتبر۱۹۶۳ امضا کرد، تعیین مرزهای بین دو کشور را حل و فصل کند. دولت عراق پیشنهاد کرد که ارتش عراق و ارتش کویت باید ۱۰کیلومتر را عقب بکشند، مقامات کویتی این پیشنهاد را رد کردند و از اتحادیه عرب خواستند که از عراق بخواهد نیروهای خود را به خط مرزی تعیین شده توسط نیروهای اتحادیه عرب در جریان عملیات برتری بازگرداند. همچنین مقامات کویت بر خروج تمامی یگان‌های نظامی عراق از پاسگاه مرزی «سانیتا» پافشاری کردند و همچنین خواستار تعیین مرزهای بین کویت و عراق شدند.